# مسجد سواهلونتو الكبير
مسجد سواهلونتو الكبير هو واحد من أقدم المساجد في إندونيسيا، يقع المسجد في قرية شمال سيراكواك كوبانج في سواهلونتو غرب سومطرة، يبع موقع المسجد حوالي 150 متر من السكك الحديدية ممتحف سواهلونتو.

## البناء
بني المسجد في الفترة الاستعمارية الهولندية في اواليا هو مبنى مولدات كهرباء تعمل بالطاقة البخارية، شيد المبنى في عام 1894 ونم تحويله إلى مسجد منذ عام 1952، في حين تم استخدام المدخنة كمأذنه مع ارتفاع القبة 10 مترا، المبنى الرئيسي لهذا المسجد يبلغ قياسه 60 متر في 60 متر، وللمسجد قبة كبيرة في الوسط محاطة بأربعة قباب أصغر، حاليا المسجد بالإضافة إلى عمله كمكان لعبادة المسلمين ويستخدم أيضا كوسيلة للتعليم الديني للسكان المحليين .

## التاريخ
نمت البنية التحتية في سواهلونتو بسبب نشاط تعدين الفحم وكان ذلك في أواخر القرن التاسع عشر الميلادي، في المقابل من أجل المضي بمجموعة متنوعة من الآلات الكهربائية قررت حكومة جزر الهند الشرقية الهولندية بناء محطة لتوليد الكهرباء تعمل بالطاقة البخارية (محطة توليد الكهرباء) في عام 1894، ومع ذلك فقد تقلصت محطة توليد الكهرباء، وعليه فإن الحكومة الهولندية في جزر الهند الشرقية أمرت بناء محطة لتوليد الكهرباء بديلة في سالاك تلاوي في عام 1924، ثم تحول مبنى محطة الكعرباء في نهاية المطاف إلى مسجد منذ عام 1952، في حين أن المدخنة التي يصل ارتفاعها إلى أكثر من 75 مترا استخدمت ممآذنة مع إضافية قبة قطرها 10 متر.